# Robert Rothe
Robert Rothe (* 20. Juli 1803 in Bromberg; † 12. April 1893 in Halle (Saale)) war ein preußischer Politiker.
Rothe studierte Rechtswissenschaften in Berlin und wurde dort Mitglied des Corps Marchia Berlin. Seine Beamtenlaufbahn begann Rothe 1827 als Gerichtsreferendar in Marienwerder. Vom 21. Oktober 1848 bis zum 4. April 1849 gehörte er der Frankfurter Nationalversammlung an. Von 1861 bis 1876 war er Regierungspräsident des Regierungsbezirks Merseburg der preußischen Provinz Sachsen. 1875 wurde er Ehrenbürger von Halle. Auf dem dortigen Stadtgottesacker wurde er 1893 beigesetzt.